# Achaearanea rupicola
Achaearanea rupicola är en spindelart som först beskrevs av James Henry Emerton 1882.  Achaearanea rupicola ingår i släktet Achaearanea och familjen klotspindlar. Inga underarter finns listade i Catalogue of Life.